# Robert T. Anderson (Organist)
Robert Theodore Anderson (* 5. Oktober 1934 in Chicago, Illinois; † 29. Mai 2009 in Honolulu, Hawaii) war ein US-amerikanischer Organist, Komponist und Musikpädagoge.

## Leben
Robert T. Anderson erhielt seine musikalische Ausbildung am American Conservatory of Music in Chicago (Klavier) und der Illinois Wesleyan University in Bloomington (Bachelor’s Degree in Orgel bei Lillian Mecherle McCord). Weitere Studien folgten am Union Theological Seminary in New York (Master’s und Doctoral Degrees in Sacred Music, 1957 und 1961) sowie (über ein Fulbright-Stipendium) von 1957 bis 1959 bei Helmut Walcha in Frankfurt am Main. Zusätzlich studierte er Orgel bei Heinrich Fleischer und Frederick Marriott, Komposition bei Harold Friedell und Seth Bingham und Cembalo bei Maria Jager. 1960 wurde Anderson zum Professor für Orgel und Kirchenmusik an der Southern Methodist University (SMU) und also Universitätsorganist an der dortigen Perkins Chapel in Dallas berufen, wo er bis zu seinem Ruhestand 1997 tätig war.
Als Komponist schrieb er zahlreiche Werke für Orgel, darunter ein Triptych (1958), sowie eine Kantate „Garden of Gethsemane“ nach einem Text von Boris Pasternak.
Einige der bedeutendsten Konzertsaalorgeln Nordamerikas sind der Initiative und Fachberatung Robert Andersons zu verdanken, darunter die beiden C. B. Fisk-Orgeln im Meyerson Symphony Center (Opus 100, 1992) und im Caruth Auditorium der Southern Methodist University (Opus 101, 1993), beide in Dallas. Darüber hinaus initiierte er den renommierten Dallas International Organ Competition, der 1997 und 2000 unter Andersons Vorsitz durchgeführt wurde.
Robert T. Anderson spielte zahlreiche Konzerte in den Vereinigten Staaten und Europa und war Gast bei den wichtigsten internationalen Orgelfestivals in Nürnberg, Paris, Berlin und Wien. Er war einer der einfluss- und erfolgreichsten Orgelpädagogen seiner Zeit in den USA. Zu seinen ehemaligen Schülern zählen renommierte Organisten wie George C. Baker, Ignace Michiels, Carole Terry und Wolfgang Rübsam.

## Einspielungen
- The C. B. Fisk Organ, Opus 101, at Southern Methodist University.
  - Werke von Grigny (Pange lingua), Tournemire (Paraphrase-Carillon), Zwillich (Präludium), Buxtehude (Präludium BuxWV 151), Bach (Triosonate BWV 530) und Reger („Wachet auf“ op. 52 Nr. 2).
    - Robert T. Anderson (Grigny, Tournemire, Zwillich) und Wolfgang Rübsam (Buxtehude, Bach, Reger), Orgel. Aufgenommen im Juni 1994 (Anderson) und Juli 1994 (Rübsam) an der C. B. Fisk-Orgel im Caruth Auditorium der Southern Methodist University in Dallas, Texas. Valparaiso, IN: RMC Classics, 1994. 1 CD.

## Bibliographie
- Klaus Beckmann: Repertorium Orgelmusik. Komponisten. Werke. Editionen. 1150–2000. 57 Länder. Eine Auswahl. Band 1: Orgel Solo. 3., neu bearbeitete und erweiterte Auflage. Schott, Mainz u. a. 2001, ISBN 3-7957-0500-2.
- Laurie Shulman: Opus 100: The Lay Family Concert Organ. In: Laurie Shulman: The Meyerson Symphony Center. Building a Dream. University of North Texas Press, Denton TX 2000, ISBN 1-57441-082-2, S. 304–322.